# Cycas badensis
Cycas badensis — вид голонасінних рослин класу саговникоподібні (Cycadopsida).
Етимологія: від проживання на острові Баду.

## Опис
Стебла деревовиді, 8 м у висоту. Листки яскраво-зелені, напівглянсові, довжиною 100–120 см. Пилкові шишки не спостерігались. Мегаспорофіли 23–28 см завдовжки, коричнево-повстяні. Насіння плоске, яйцевиде, 30–35 мм завдовжки, 27–29 мм завширшки; саркотеста помаранчево-коричнева, не вкрита нальотом.

## Поширення, екологія
Країни поширення: Австралія (Квінсленд). Рослини зустрічаються в тропічній савані під евкаліптами на піщаних ґрунтах.

## Загрози та охорона
Загрози невідомі, але, швидше за все, діяльність людини.

## Систематика
В деяких джерелах розглядається як синонім Cycas angulata R.Br.